# Ганнинська волость
Ганнинська волость — історична адміністративно-територіальна одиниця Єлизаветградського повіту Херсонської губернії із центром у селі Ганнинське.
Станом на 1886 рік складалася з 16 поселень, 17 сільських громад. Населення — 4404 особи (2211 чоловічої статі та 2193 — жіночої), 614 дворових господарств.
|                     | Площа, десятин | У тому числі орної, дес. |
| ------------------- | -------------- | ------------------------ |
| Сільських громад    | 5532           | 4252                     |
| Приватної власності | 13536          | 4968                     |
| Казенної власності  | —              | —                        |
| Іншої власності     | 30             | 15                       |
| Загалом             | 19098          | 9235                     |

Основні поселення волості:
- Ганнинське (Стогове, Божеданівка) — колишнє власницьке село при річці Коноплянка за 18 верст від повітового міста, 262 особи, 37 дворових господарства, православна церква. За 8 верст — шинок.
- Вишняківка — колишнє власницьке село при балці Чебанка, 149 осіб, 27 дворових господарств, шинок.
- Германівка (Аіпова) — колишнє власницьке село при балці Чебанка, 149 осіб, 27 дворових господарств, шинок.
- Драчівка (Бородкіна) — колишнє власницьке село при річці Лозоватка, 545 осіб, 160 дворових господарств.
- Карлівка (Аіпова) — колишнє власницьке село при річці Каменовата Суклія, 497 осіб, 57 дворових господарств, школа.
- Старий Данциг (Альт Данциг) — колонія німців при річці Каменовата Суклія, 649 осіб, 50 дворових господарств, лютеранська церква, школа.
- Федорівка (Бородкіне, Сирітське) — колишнє власницьке село при річці Лозоватка, 291 особа, 60 дворових господарств, школа.

За даними 1896 року у волості налічувалось 56 поселень, 1308 дворових господарств, населення становило 7675 осіб.